# シルマリル
シルマリル（Silmaril）は、J・R・R・トールキンの中つ国を舞台とした小説『シルマリルの物語』に登場する宝玉である。
『シルマリルの物語』の主要作品「クウェンタ・シルマリッリオン」は、このシルマリルを巡るエルフ・人間と黒き敵モルゴスの間の物語である。

## 概要
最も手の技に優れたエルフのフェアノールが、アマンの地のヴァリノールで輝いていた二つの木の光を封じ込めた三つの宝玉。彼が、いかなる方法、いかなる物質を使って作り出したかは不明である。シルマリルはダイヤモンドより固く、決して傷つけることはできない。しかし、枯れた二つの木を生き返らせる唯一の方法が示されたやり取りによれば、作り主であるフェアノールであればシルマリルを開くことができたようだ。しかし、フェアノールをもってしてもこれほどの傑作は二度と作れないらしく、かれは宝玉の破壊を請われても拒んだ。
シルマリルの光は生きており、他の光を浴びると喜んで、より強い輝きを返す。作中世界では、後に作られる太陽や月は次善のものであり、かつて至福の地を照らしていた二つの木には及ばないとされる。しかしシルマリルにはその光が保たれているのである。
ヴァルダに聖められたことにより、シルマリルは悪しき者の手が触れると高熱を発してそれを灼く。またマンドスは、その内にアルダ（地上世界）の運命が閉じ込められていると予言した。

## 歴史

### 奪われた秘宝
フェアノールは、自身の最高傑作であるシルマリルに執着する度合いを深めるようになり、やがてこれをしまいこむと、愛してやまない父と7人の息子以外には誰にも見せようとしなかった。
モルゴスはこの宝玉を欲し、闇の大蜘蛛ウンゴリアントを伴ってヴァリノールを急襲すると、二つの木を枯らして世界を闇に閉ざした。そして混乱に乗じてフェアノールの住処からシルマリルを奪ったのである。聖なる宝玉の放つ熱でかれの手は焼かれたが、ウンゴリアントから報酬を迫られてもけっして放そうとはしなかった。モルゴスは中つ国まで逃げ去ると、三つのシルマリルを鉄冠にはめて耐え難い痛みと重みにもかかわらずかぶりつづけた。
一方、怒りに燃えるフェアノールはシルマリルの奪還を宣言し、かれの同胞たるノルドール一族もモルゴスを追って中つ国に渡ろうとしたが、船の供出を拒んだテレリ族を殺害してまで強引に出立したため、かれらには恐ろしい運命が降りかかることになった。

### ベレンの偉業
モルゴスの軍勢の前にフェアノールは命を落とし、父とともにシルマリル奪還の誓いを立てた息子たちも、望みをかなえられないままに時が過ぎた。やがて太陽が生まれ中つ国を照らすと、新たな光の下に人間が目覚め、一部のものはエルフと親交を持つようになった。
人間の勇士ベレンは、最も美しいといわれるエルフの姫君ルーシエンと恋に落ちた。しかし姫の父であるシンダールの王シンゴルは怒り、決して成就しないだろう探索、すなわちモルゴスからシルマリルを奪ってくることを命じた。ルーシエンの助けを借りたベレンはモルゴスの居城に侵入すると、姫の心地よい歌声にこの黒き敵がまどろんだ隙を突いて、鉄冠から宝玉の1つをもぎ取って脱出した。われに帰ったモルゴスが放った巨狼カルハロスに追いつかれ、ベレンはシルマリルごと右手を喰われてしまう。しかしシルマリルに体の内側から焼かれた狼は撤退し、ふたりはなんとか生還することができた。結局シルマリルを持ち帰ることはできなかったが、ベレンの勲しを認めたシンゴル王は娘との結婚を認めた。
しかしそこへ苦痛で狂乱したカルハロスが襲来し、迎撃に出たベレンは命を落とす。討ち取られた狼の腹からベレンの手とシルマリルが取り出されたものの、ルーシエンもまた絶望のために衰弱して死んでしまった。死を司さどるマンドスの館を訪れたルーシエンの歌に込められた悲しみがあまりに深かったので、ふたりには特別に新たな有限の命が与えられ、中つ国に蘇ることを許された。ふたりはその後、周囲と関係を絶ってひっそりと暮らし、息子のディオルをもうけた。

### 破滅を呼ぶ首飾り
フェアノールの息子マイズロスは、シンゴル王にシルマリルの引渡しを求めたが、その態度が尊大で威嚇的だったために拒絶された。実は王自身がこの宝玉に魅せられていたからという理由もあり、しかも時とともにその執着が激しくなってきた。そのような折、かつてシンゴルの庇護の下にいた人間の戦士トゥーリンの父親、フーリンがたずねてきた。トゥーリンが放浪の果てに死んだことを知ったフーリンはシンゴル王を逆恨みしており、王の亡き縁者フィンロドへドワーフから贈呈された首飾り「ナウグラミーア」を皮肉交じりに「息子を守ってくれた礼」として置いていったのである。
シンゴルはシルマリルをナウグラミーアにはめ込んで、より美しい一個の宝物にすることを思いついた。そこでドワーフの職人を呼び寄せて作業を依頼したのだが、そのドワーフたちまでもが宝玉のとりこになってしまい、王を殺害して完成した首飾りを持ち逃げした。すぐにエルフの追っ手が王殺しの犯人を討ち、ナウグラミーアを取り戻したが、生き残りのドワーフは同族たちに、シンゴル王が仕事の報酬を渋って仲間の命を奪ったと説明した。そのために両種族の戦争が起こり、亡きシンゴルの宮殿はドワーフ軍に荒らされ、シルマリルは再度略奪された。
隠棲していたベレンは、妻ルーシエンの祖国の危機を知ると、息子ディオルとともに最後の戦いにおもむいた。かれはドワーフ王を討ち取って、以前にモルゴスの鉄冠からこじり取ったシルマリルを再度手にすると、ルーシエンに預けた。その後ディオルは両親と別れ、シンゴル王の跡継ぎとしてシンダールの国の復興に携わることになった。ある秋のこと、かれのもとにシルマリルとナウグラミーアが届けられ、それによってディオルは、両親が今度こそ本当にこの世を去ったことを悟った。
それまでおとなしくしていたフェアノールの息子たちであったが、ディオルのもとにシルマリルがあることが広まると、再集結して宝玉を要求した。ディオルは何の返事もよこさなかったため、かれらは再興した王国を襲った。戦いの末、7人兄弟のうち3人が戦死したが、ディオルもまた死んだ。しかしかれの娘エルウィングがシルマリルを持って逃げたため、兄弟の誓いは果たされなかった。

### 航海者エアレンディル
エルウィングの夫は、モルゴスに滅ぼされた隠れ王国ゴンドリンの生き残り、エアレンディルだった。かれは、黒き敵の暴虐から中つ国を救ってくれるようヴァラールに訴えるため、ヴィンギロトという船を建造し、西方の海へ漕ぎ出した。エルウィングは双子の息子エルロンドとエルロスとともに中つ国にとどまっていたが、そこにまたしてもフェアノールの息子たちの要求が届いた。兄弟は例によって最終的に武力に訴えることにしたが、度重なる狼藉に辟易した配下の中には、主人を裏切ってエルウィングを助けようとするものすらいた。兄弟はさらに2名の犠牲者を出したが、残るマイズロスとマグロールはエルウィングを追い詰めた。かの女はシルマリルを胸に抱いたまま身を投げ、海に没した。
ところが海の王ウルモがエルウィングを哀れんで白い鳥の姿を与えたため、かの女は一命を取り留めた。そのままエルウィングは海上を飛び、ヴァリノールにたどり着けずにさまよっていたヴィンギロトを発見すると、夫エアレンディルのもとに降りた。元の姿に戻った妻からシルマリルを受け取ったエアレンディルは、宝玉を額に結びつけた。シルマリルの放つ聖なる光が暗い海を照らし、かつてテレリ族の船しか乗り入れたことのない水域を越え、かれらは不死の国アマンに到着した。
かれの訴えを聞き入れたヴァラールは、中つ国に住まうものたちを救うために出陣を決めた。しかしエアレンディルとエルウィングはもはや定命の者が生きる世界に戻ることは許されなかった。空飛ぶ船に改造されたヴィンギロトに乗ったエアレンディルがシルマリルを掲げると、その輝きは中つ国からは新たな星として見えた。これが明けの明星である。

### 永遠の輝き
ヴァラールの軍勢によってモルゴスは打ち破られ、残る2つのシルマリルも鉄冠から取り外された。なおも誓いに縛られたマイズロスとマグロールは、ヴァラールに対しても宝玉の引渡しを求めた。だがその答えを待たず、ふたりは夜間に宝玉の保管場所を襲い、シルマリルを奪って逃走した。ついに誓願の宝玉を得た兄弟だったが、シルマリルはかれらの手を焼いた。これまでに多くの血を流してきたかれらは、すでにシルマリルにふさわしくない者に成り果てていたのである。絶望のあまりマイズロスはシルマリルごと大地の火の割れ目に身を投げ、マグロールは宝玉を海に投げ棄てて、ひとり海辺を彷徨い苦しみと後悔の歌を歌い続けたという。
こうして三つの宝玉のうち、一つは天に、一つはわたつみの深き底に、一つは世界の中心に燃える火の中に安住の地を見出した。